# Ескабарте
Ескабарте (ісп. Ezcabarte (офіційна назва), баск. Ezkabarte) — муніципалітет в Іспанії, у складі автономної спільноти Наварра. Населення — 1661 особа (2009).
Муніципалітет розташований на відстані близько 290 км на північ від Мадрида, 80 км на захід від Памплони.
На території муніципалітету розташовані такі населені пункти: (дані про населення за 2009 рік)
- Адеріс: 2 особи
- Анос: 7 осіб
- Асос: 108 осіб
- Сільдос: 55 осіб
- Еуса: 64 особи
- Ескаба: 5 осіб
- Гарруес: 7 осіб
- Макірріайн: 75 осіб
- Орікайн: 101 особа
- Орріо: 52 особи
- Сораурен: 179 осіб
- Арре: 995 осіб
- Ла-Тринідад-де-Арре: 11 осіб

## Демографія
Динаміка населення (INE ):

## Галерея зображень

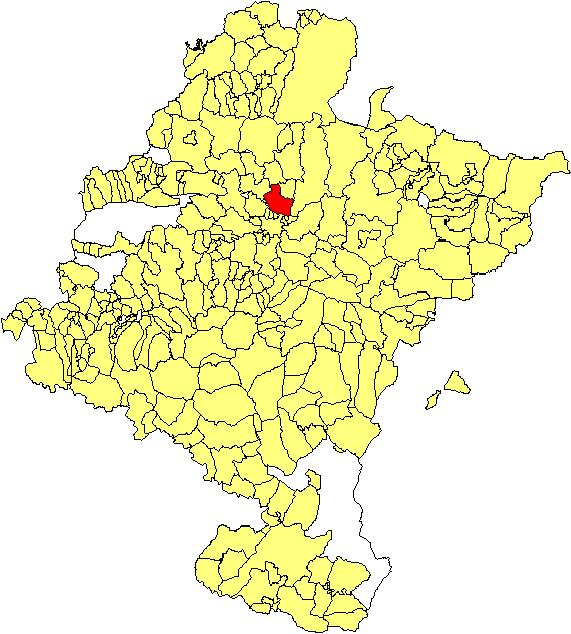
Розташування муніципалітету